# Aire d'attraction de Villaines-la-Juhel
L'aire d'attraction de Villaines-la-Juhel est un zonage d'étude défini par l'Insee pour caractériser l’influence de la commune de Villaines-la-Juhel sur les communes environnantes. Publiée en octobre 2020, elle se substitue à l'aire urbaine de Villaines-la-Juhel, qui comportait 4 communes dans le dernier zonage qui remontait à 2010.

## Définition
L'aire d'attraction d'une ville est composée d’un pôle, défini à partir de critères de population et d’emploi ainsi que d’une couronne constituée des communes dont au moins 15 % des actifs travaillent dans le pôle. Le pôle d’attraction constitue ainsi un point de convergence des déplacements domicile-travail,.

## Type et composition
L’aire d'attraction de Villaines-la-Juhel est une aire intra-départementale qui comporte 8 communes dans la Mayenne. 
Elle est catégorisée dans les aires de moins de 50 000 habitants, une catégorie qui regroupe 12,2 % au niveau national.

### Carte

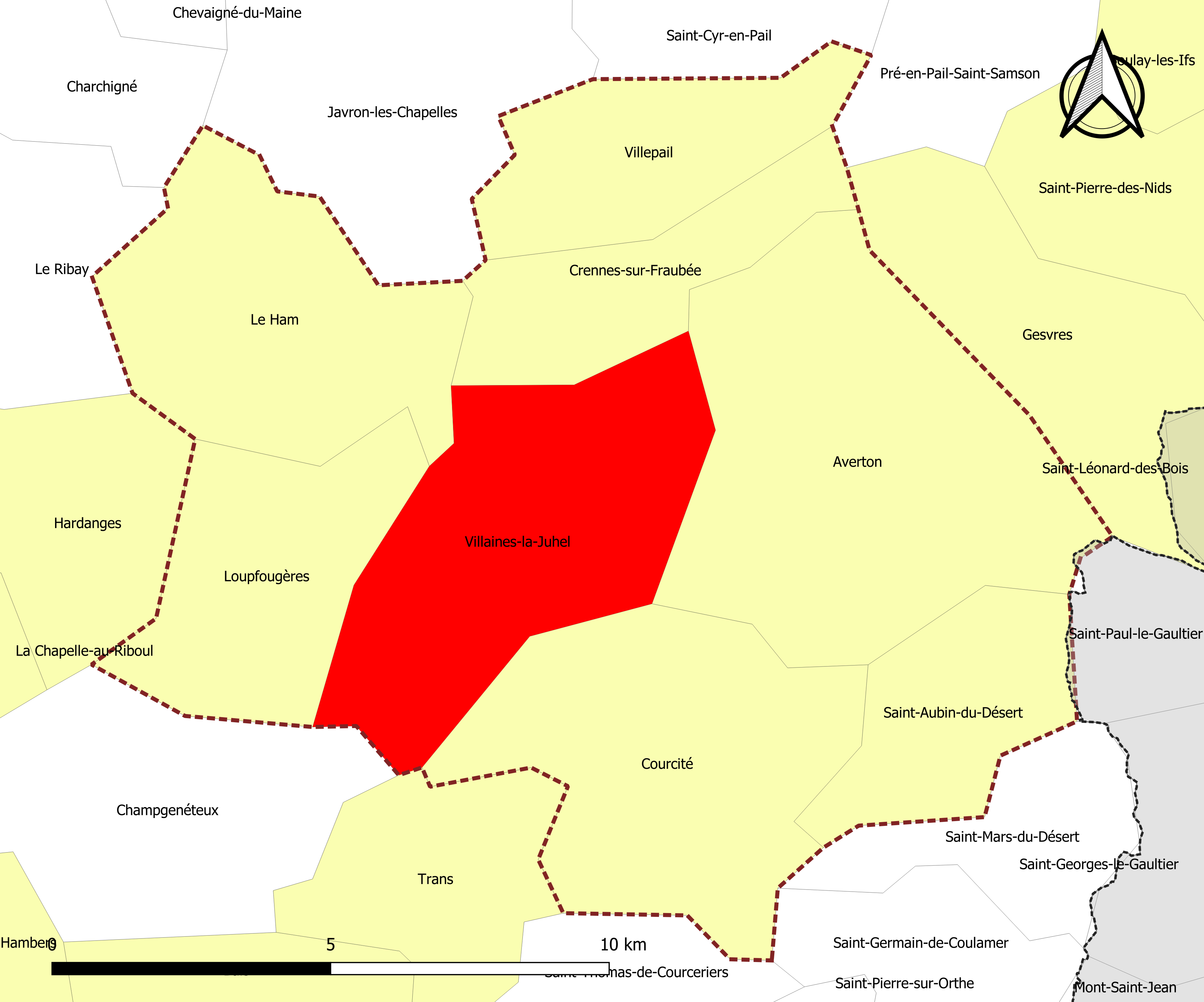
Carte de l'aire d'attraction de Villaines-la-Juhel.
Commune-centre
Commune de la couronne

### Composition communale
| Nom                                 | Code Insee | Département | Statut                 | Superficie (km2) | Population (dernière pop. légale) | Densité (hab./km2) | Modifier                                    |
| ----------------------------------- | ---------- | ----------- | ---------------------- | ---------------- | --------------------------------- | ------------------ | ------------------------------------------- |
| Villaines-la-Juhel (commune-centre) | 53271      | Mayenne     | commune-centre         | 28,90            | 2 682 (2022)                      | 93                 | modifier les données · modifier les données |
| Averton                             | 53013      | Mayenne     | commune de la couronne | 40,62            | 555 (2022)                        | 14                 | modifier les données · modifier les données |
| Courcité                            | 53083      | Mayenne     | commune de la couronne | 30,69            | 808 (2022)                        | 26                 | modifier les données · modifier les données |
| Crennes-sur-Fraubée                 | 53085      | Mayenne     | commune de la couronne | 12,77            | 197 (2022)                        | 15                 | modifier les données · modifier les données |
| Le Ham                              | 53112      | Mayenne     | commune de la couronne | 25,28            | 343 (2022)                        | 14                 | modifier les données · modifier les données |
| Loupfougères                        | 53139      | Mayenne     | commune de la couronne | 18,76            | 410 (2022)                        | 22                 | modifier les données · modifier les données |
| Saint-Aubin-du-Désert               | 53198      | Mayenne     | commune de la couronne | 12,83            | 223 (2022)                        | 17                 | modifier les données · modifier les données |
| Villepail                           | 53272      | Mayenne     | commune de la couronne | 15,70            | 192 (2022)                        | 12                 | modifier les données · modifier les données |